# 朴瓚鉉

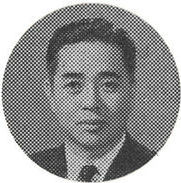
1974年ごろ

朴 瓚鉉（パク・チャニョン、朝鮮語: 박찬현、1917年9月23日 - 1991年9月24日）は、大韓民国の法学者、警察官僚、政治家、実業家、外交官。保健社会部次官、第12代交通部長官、第23代文教部長官、制憲・第4・5・9代韓国国会議員を歴任した。
本貫は密陽朴氏。号は霞庭。

## 経歴
釜山出身。釜山第二公立商業学校を経て、1941年明治大学法学部卒。同大法律特別研究室での国際司法研究を経て、1955年ミズーリ州立大学大学院政治科修了。満洲国奉天省での農場経営を経て、光復後は釜山水上警察署長、大学講師、第7管区警察庁・慶尚南道警察局公安課長、釜山東亜大学政治科副教授・教授（1951年、国際司法を担当）、国際新報社長、釜山日報社長（1951年）、釜山女子大学長、第4代国会財経委員、保健社会部政務次官、第12代交通部長官（1961年5月3日～1961年5月18日）、国民の党幹事長（1963年）、京郷新聞社長（1966年）、駐トルコ大使（サウジアラビア・ヨルダン兼任）、駐インド大使（アフガニスタン・バングラデシュ兼任）、韓インド協会長、第23代文教部長官（1977年12月20日～1979年12月13日）、韓国外国語大学校大学院教授（1981年）、世宗大学校財団理事長（1990年）を歴任した。
1991年9月24日、ソウル市内の病院で脳出血により死去。享年74。

## 賞勲
修交勲章光化章、国民勲章無窮花章、ヨルダン独立1等勲章受章。

## エピソード
民主党内では中道・中庸派の人で、経済通である。
制憲議員在任中は釜山市を特別市に昇格させる法案を提出したが、否決された。また、時局により警察を1万人増員させる建議案も提出した。